# هان ساند كريستنسن
هان ساند كريستنسن (22 سبتمبر 1973 - ) هي لاعبة كرة قدم دانمركية في مركز الهجوم. شاركت مع منتخب الدنمارك لكرة القدم للسيدات.

## وصلات خارجية
- هان ساند كريستنسن على موقع الاتحاد الدولي (مؤرشف)  (الإنجليزية)
- هان ساند كريستنسن على موقع قاعدة بيانات كرة القدم.إي يو (الإنجليزية)
- هان ساند كريستنسن على موقع Soccerway.com (الإنجليزية)
- هان ساند كريستنسن على موقع عالم كرة القدم.نت (الإنجليزية)